# Amerila pallens
Amerila pallens är en fjärilsart som beskrevs av Bethune-Baker. Amerila pallens ingår i släktet Amerila och familjen björnspinnare. Inga underarter finns listade i Catalogue of Life.